# Глорија Е. Анзалдуа
Глорија Еванђелина Анзалдуа (Харгил, 26. септембар 1942 – Санта Круз, 15. мај 2004) била је америчка научница и публицисткиња. Она је била експерткиња за тему чиканског феминизма, теорије културе и квир теорије. Своју најпознатију књигу Borderlands/La Frontera: The New Mestiza (1987) је делимично засновала на свом животу и одрастања на граници између Мексика и Тексаса и уградила је своја животна искуства друштвене и културне маргинализације у свој рад. Такође је развила теорије о маргиналним, између и мешовитим културама које се развијају дуж граница, укључујући концепте Непантла, императива Цоиокаулкуи, новог трибализма и духовног активизма. Њене друга запажена публикација је This Bridge Called My Back: Writings by Radical Women of Color (1981), коју је коуредила у сарадњи са Чери Морага.

## Биографија

### Младост и образовање
Анзалдуа је рођен у долини Рио Гранде у јужном Тексасу 26. септембра 1942. у породици Урбана Анзалдуе и Амалије Анзалдуе рођене Гарсија, најстарије од четворо деце. Прадеда Глорије Анзалдуе, Урбано старији, некада окружни судија у округу Идалго, био је први власник ранча Хесус Марија на коме је она рођена. Њена мајка је одрасла на суседном ранчу , Los Vergeles („вртови“), који је био у власништву њене породице, а упознала је и удала се за Урбана Анзалдуа када су обоје били веома млади. Анзалдуа је био потомак многих истакнутих шпанских истраживача и досељеника који су дошли у Америку у 16. и 17. веку и такође је имала делимично староседелачко порекло. Презиме Анзалдуа је баскијског порекла. Њена бака по оцу је била шпанског и немачког порекла, пореклом из неких од најранијих досељеника у јужном Тексасу. Она је описала породицу свог оца као „веома сиромашну аристократију, али ипак аристократију“, а своју мајку као радничку класу, „са можда мало црне крви на коју се увек гледа са висине у долини одакле ја долазим.“ Анзалдуа је такође веровала да има јеврејско порекло због свог оца, који је имао „веома јеврејске црте лица, коврџаву косу, нос“.
Она је наводила да је њена породица постепено губила своје богатство и статус током година, да би на крају била сведена у сиромаштво и била приморана да ради физичке послове, због чега је њена породица негодовала јер је „[рад] на пољу најнижи посао, а бити печалбар је још нижи“. Њен отац је био фармер и деоничар који је задржао 60% онога што је зарадио, док је 40% припадало корпорацији у власништву белаца под називом Rio Farms, Inc. Анзалдуа је тврдила да је породица изгубила своју земљу због комбинације „пореза и прљава манипулација" од белаца који су „преваром" куповали земљу у Јужном Тексасу и због понашања њеног „веома неодговорног деде", који је изгубио „много земље и новца непажњом". Анзалдуи је остављено у наследство „мали комад“ земље од 12 јутара, који је препустила својој мајци Амалији. Њена бака по мајци Рамона Давила куповала је земљиште још од времена када је Тексас био део Мексика, али је земља изгубљена због „непажње, похлепе белаца, а моја бака није знала енглески”.
Када је имала 11 година, Анзалдуина породица се преселила у Харгил, Тексас. Дипломирала је 1962. године у средњој школи у Единбургу.
Након што је дипломирала енглески језик на Панамеричком универзитету (сада Универзитет Тексас Рио Гранде Вели), радила је као наставница предшколског и специјалног образовања. Године 1977. преселила се у Калифорнију, где се издржавала писањем, предавањима и повременим предавањима о феминизму, студијама Чикана и креативном писању на Државном универзитету у Сан Франциску, Универзитету Калифорније, Санта Крузу, Флорида Атлантик универзитету и другим универзитетима.
Дала је допринос у областима феминизма, теорије културе/ Чикано и квир теорије. Њени есеји се сматрају темељним текстовима у пољу латино филозофије.
Анзалдуа је написала говор под називом „Говорити у језицима: Писмо писцима из Трећег света“, у којем у фокус ставља на помак ка равноправној и праведној заступљености полова у књижевности, али далеко од расних и културних питања због пораста списатељица и теоретичарки. Она је у свом есеју такође наглашавала моћ писања да створи свет који би надокнадио оно што стварни свет не нуди.
Анзалдуа је у младости искусила симптоме ендокриног стања због којег је престала да расте физички у доби од дванаест година. Као дете, носила је посебне појасеве које је за њу кројила њена мајка како би прикрила своје стање. Њена мајка би се такође старала да се у Анзалдуино доње рубље стави крпа у случају крварења. Анзалдуа се сећа: „Изнела бих [крваве крпе] у ову шупу, опрала их и обесила их стварно ниско о кактус да их нико не би видео... Моје гениталије... [су] увек биле смрдљиве место у које је капала крв и морало се сакрити“. На крају је била подвргнута хистеректомији 1980. када је имала 38 година како би се суочила са абнормалностима материце, грлића материце и јајника 
Анзалдуина песма „Ноћни глас“ алудира на историју сексуалног злостављања током детињства, она пише: „изговарајући све како су се моји рођаци/смењивали ноћу када сам имала пет осам десет“.

### Духовност
Анзалдуа је себе описала као веома духовну особу и изјавила да је током свог живота доживела четири вантелесна искуства. У многим својим делима, она је спомињала своју оданост Госпи од Гвадалупе, божанствима Наватла / Толтека и Јоруба. Године 1993. изразила је жаљење што су научници углавном игнорисали „небезбедне“ духовне аспекте Borderland и жалили због отпора тако важном делу њеног рада. У својим каснијим писмима развила је концепте духовног активизма и непантлера како би описала начине на које савремени друштвени актери могу комбиновати духовност са политиком да би спровели револуционарне промене.
Анзалдуа је писала о утицају халуциногених дрога на њену креативност, посебно псилоцибинских печурака. Током једног путовања псилоцибин печуркама из 1975. године, када је била „избијена из моје главе“, сковала је термин „вишеструке Глорије“ или „Глорија Мултиплекс“ како би описала свој осећај многострукости, увид који је утицао на њена каснија писања.

### Језик
Анзалдуина дела спајају енглески и шпански као један језик, што је идеја која произилази из њене теорије о идентитету „граничних земаља“. Њен аутобиографски есеј „La Prieta“ објављен је на (углавном) енглеском под насловом This Bridge Called My Back, и на (углавном) шпанском у Esta puente, mi espalda: Voces de mujeres tercermundistas en los Estados Unidos. У свом писању, Анзалдуа користи јединствену мешавину осам дијалеката, две варијације енглеског и шест шпанског. На много начина, писањем на мешавини језика, Анзалдуа ствара застрашујући задатак за недвојезичног читаоца да дешифрује пуно значење текста. Језик, очигледно једна од граница којима се Анзалдуа бавила, је суштинска карактеристика њеног писања. Њена књига посвећена је поносу на своје наслеђе и препознавању бројних димензија њене културе.
Анзалдуа је у својим радовима истицала везу између језика и идентитета. Изразила је запрепашћење људима који су се одрекли свог матерњег језика како би се прилагодили друштву у којем су били. Анзалдуу су често критиковали због свог неприкладног шпанског нагласка и веровала је да је то јак аспект њеног наслеђа; стога она квалитативно означавање језика означава „језички тероризам“. Провела је доста времена промовишући прихватање свих језика и акцента. У настојању да разоткрије свој став о лингвистици и етикетама, Анзалдуа је објаснила: „Док се залажем да се испред свог имена стави Чикана, Тејана, радничка, феминистичка песникиња, теоретичарка писца, ја то чиним из разлога другачијих од оних доминантна култура... тако да Чикана и лезбејка и све друге особе у мени не буду избрисане, изостављене или убијене."
Упркос повезаности језика и идентитета, Анзалдуа је такође истицала да је језик мост који повезује главне заједнице и маргинализоване заједнице. Она је тврдила да је језик средство које идентификује маргинализоване заједнице, представља њихово наслеђе и културну позадину. Веза коју је језик створио је двосмерна, она не само да подстиче маргинализоване заједнице да се изразе, већ и позива главне заједнице да се ангажују са језиком и културом маргинализованих заједница.

### Сексуалност
Иако је себе идентификовала као лезбијку у већини свог писања и одувек је осећала привлачност према женама, такође је написала да лезбејка „није адекватан израз“ да се опише. Она је изјавила да је "свесно бирала жене" и да је свесно променила своје сексуалне склоности мењајући своје фантазије, тврдећи да "можете променити своје сексуалне преференције. То је заиста лако." Она је навела да је у мојој глави прво постала лезбејка а идеологија, политика, естетика и додиривање, љубљење, грљење и све то је дошло касније". Анзалдуа је опширно писала о свом квир идентитету и маргинализацији квир људи, посебно у небелим заједницама.

### Феминизам
Анзалдуа се у свом писању идентификује као феминисткиња, а њена главна дела се често повезују са феминизмом Чикане и постколонијалним феминизмом. Анзалдуа пише о угњетавању које доживљава посебно као обојена жена, као и о рестриктивним родним улогама које постоје у заједници Чикано. У Borderlands-у, она се такође бави темама као што је сексуално насиље почињено над обојеним женама. Њен теоријски рад о пограничној култури сматра се претечом латинске филозофије.

## Критика
Анзалдуа је критикован због занемаривања и брисања афро-латино и афро-мексичке историје, као и због тога што је црпела инспирацију из књиге La raza cósmica Хосеа Васконселоса без критике расизма, анти-црнаштва и еугенике унутар дела Васконселоса.
Есеј из 2001. Ко је Индијанац на Азтлану? критикује „брисање аутохтоних људи“ у делу Анзалдуе као и „присвајање мексичког индигенизма који спонзорише држава“. Џулијет Хукер у делу Hybrid subjectivities, Latin American mestizaje, and Latino political thought on race такође описује неке од Анзалдуиних радова као „размештање[у] превише романтизованог приказа аутохтоних народа који гледа на прошлост, а не на савремене аутохтоне покрете“.

## Награде
- Пре доделе америчке књижевне награде Фондације Колумбо (1986) – Овај мост ми је звао леђа: списи радикалних жена у боји [27]
- Lambda Lesbian Small Book Press Award(1991)[28]
- Награда за лезбијска права (1991)[29]
- Сафо награда (1992)[29]
- Награда Националне задужбине за уметничку фантастику (1991)[30]
- Награда Удружења америчких студија за животно дело (Bode-Pearson Prize – 2001).[31]
- Године 2012. године, Equality Forum ју је прогласио једном од својих 31 иконе Месеца историје ЛГБТ+ заједнице..[32]

## Смрт и наслеђе
Анзалдуа је умрла 15. маја 2004. у свом дому у Санта Крузу у Калифорнији од компликација услед дијабетеса . У време своје смрти, радила је на завршетку дисертације како би докторирала књижевност на Универзитету Калифорније, Санта Круз. Почасни докторат додељен јој је постхумно 2005. године.
Неколико институција данас додељује награде у знак сећања на Анзалдуу.

## Архива
Документи Глорије Еванђелине Анзалдуе, 1942-2004, садрже преко 125 стопа објављених и необјављених материјала укључујући рукописе, поезију, цртеже, снимљена предавања и друге архивске ресурсе. Документа се налазе на Универзитету Тексас у Остину.

## Дела
- Moraga, Cherríe; Anzaldúa, Gloria (2015). This Bridge Called My Back: Writings by Radical Women of Color. Third Woman Press. ISBN 978-0-943219-22-6.. (1981), co-edited with Cherríe Moraga, 4th ed., Duke University Press.
- Anzaldúa, Gloria (2012). Borderlands/La Frontera: The New Mestiza. Aunt Lute Books. ISBN 978-1-879960-12-1.. (1987), 4th ed., Aunt Lute Books,
- Anzaldúa, Gloria (1990). Making Face, Making Soul/Haciendo Caras: Creative and Critical Perspectives by Feminists of Color. Aunt Lute Books. ISBN 1-879960-10-9.. Aunt Lute Books,
- Anzald©Ða, Gloria; Anzaldua, Gloria E. (2000). Interviews/Entrevistas. Routledge. ISBN 0-415-92503-7.. edited by AnaLouise Keating, Routledge,
- This Bridge We Call Home: Radical Visions for Transformation. 2002. ISBN 0-415-93682-9.. co-edited with AnaLouise Keating, Routledge, . .
- Anzaldua, Gloria (2009). The Gloria Anzaldúa Reader. Duke University Press. ISBN 978-0-8223-4564-0.. edited by AnaLouise Keating. Duke University Press,
- Anzaldua, Gloria (2015). Light in the Dark/Luz en lo Oscuro: Rewriting Identity, Spirituality, Reality. Duke University Press. ISBN 978-0-8223-6009-4.. edited by AnaLouise Keating, Duke University Press,

### Књиге за децу
- Prietita Has a Friend (1991)
- Friends from the Other Side/Amigos del Otro Lado (1995)
- Prietita y La Llorona (1996)